# Uta Kühnen
Uta Kühnen (ur. 7 sierpnia 1975) – niemiecka judoczka. Dwukrotna olimpijka. Odpadła w eliminacjach w Sydney 2000 i Atenach 2004. Walczyła w wadze półciężkiej.
Piąta na mistrzostwach świata w 2001; siódma w 2003; uczestniczka zawodów w 1997 i 1999. Startowała w Pucharze Świata w latach 1995–2001, 2003–2005. Zdobyła trzy medale na mistrzostwach Europy w latach 1997–2000. Trzecia na akademickich MŚ w 1998 roku.

## Letnie Igrzyska Olimpijskie 2000
| Konkurencja | Rundy eliminacyjne      | Rundy eliminacyjne  | Klas. końcowa |
| Konkurencja | 1/32                    | 1/16                | Miejsce       |
| ----------- | ----------------------- | ------------------- | ------------- |
| 78 kg       | Mélanie Engoang (GAB) Z | Lee So-yeon (KOR) P | II runda      |

## Letnie Igrzyska Olimpijskie 2004
| Konkurencja | Rundy eliminacyjne      | Klas. końcowa |
| Konkurencja | 1/16                    | Miejsce       |
| ----------- | ----------------------- | ------------- |
| 78 kg       | Yurisel Laborde (CUB) P | II runda      |